# Podwodny stawiacz min
Podwodny stawiacz min – rozpowszechniony zwłaszcza w pierwszej połowie XX wieku okręt podwodny skonstruowany w sposób umożliwiający stawianie min morskich za pomocą wbudowanych urządzeń do podwodnego stawiania min. Miny przechowywane były w pionowych studniach lub gniazdach wbudowanych w zewnętrznych balastach bocznych (system francuski – mokry) bądź w studniach pochyłych (system niemiecki – półsuchy) albo w rurach poziomych wewnątrz okrętu (system niemiecki – suchy). Po II wojnie światowej okręty podwodne wyspecjalizowane w stawianiu min wyszły z użycia, w związku ze zmianą samej koncepcji użycia okrętów podwodnych, które w dotychczasowych działaniach wojennych nie sprawdzały się w roli defensywnej, zaś w roli ofensywnej znacznie lepiej sprawdzają się przy użyciu innych rodzajów uzbrojenia. Okręty podwodne jako klasa nie utraciły jednak całkowicie możliwości stawiania min, które w postaci samobieżnych min wyposażonych we własny układ napędowy, mogą być stawiane pomocą standardowych wyrzutni torpedowych.

## Systemy minowe
Miny mogły być stawiane z trzech rodzajów wyrzutni:
- francuski system mokry – miny umieszczano pomiędzy kadłubem sztywnym a kadłubem lekkim okrętu podwodnego. Kiedy okręt wykonywał zanurzenie, do przedziału międzyburtowego wpływała woda. Zanurzone miny nie mogły już być regulowane, musiały więc być uzbrajane jeszcze przed zanurzeniem. Dodatkowo, ponieważ były osłonięte jedynie przez kadłub lekki, stwarzały  zagrożenie w przypadku ataku na jednostkę przy użyciu bomb głębinowych,
- niemiecki system półsuchy – miny magazynowane były w specjalnie do tego przeznaczonych studniach minowych, znajdujących się w kadłubie sztywnym, zapewniającym minom dodatkową ochronę. Studnie zalewane były wodą dopiero w czasie rozpoczęcia stawiania, jednak do miny znajdującej się w studni nie było już dostępu,
- niemiecki system suchy – miny stawiane były przy pomocy specjalnej poziomej wyrzutni, która wbudowana była w kadłub sztywny. Miny znajdowały się wewnątrz kadłuba i można było je uzbrajać tuż przed załadowaniem do wyrzutni. Był to system najbezpieczniejszy, jednak stawianie wielu min trwało dłużej, z uwagi na konieczność wielokrotnego ładowania wyrzutni[1].

Niemiecki system suchy pozwalał na stałą kontrolę min, które były całkowicie dostępne z wnętrza okrętu, co zwiększało bezpieczeństwo jednostki dzięki możliwości wstawienia zapalników tuż przed postawieniem min w morzu. W pozostałych systemach zapalniki musiały być wstawiane przed wypłynięciem okrętu w morze, co stwarzało pewne niebezpieczeństwo. Francuski system mokry jednak, pozwalał na przechowywanie w okręcie znacznej liczby min, które znajdując się w wypełnionych wodą studniach nie zwiększały wyporności okrętu. Dzięki takiemu rozwiązaniu francuski stawiacz min „Pierre Chailley” mógł zabrać w rejs ładunek aż 64 min.

## Taktyka użycia
Podwodne stawiacze min mogły być użyte samodzielnie, gdy działając w zanurzeniu w pojedynkę zdolne były do postawienia zagrody minowej na wyznaczonym obszarze – najczęściej na podejściach do baz morskich i portów przeciwnika, gdzie nie były możliwe bezpieczne operacje nawodnych stawiaczy min, albo też działając w zespole z innymi nawodnymi lub podwodnymi stawiaczami min oraz lotnictwem niedaleko własnych wybrzeży lub na szlakach komunikacyjnych nieprzyjaciela. Zwłaszcza ten ostatni sposób użycia, stanowił skuteczną metodę obrony własnych wybrzeży, w tym utrudnienia przeciwnikowi zastosowania blokady morskiej portów.

## Historia użycia
Pierwszym podwodnym stawiaczem min był rosyjski okręt „Krab” zwodowany w 1912 roku. W czasie I wojny światowej jednostki tej klasy były stopniowo włączane do marynarek wojennych innych państw. Kaiserliche Marine przystosowała do służby minowej część swoich okrętów podwodnych typów UB I, UB II, U-117. Produkcję okrętów tej klasy kontynuowano w okresie międzywojennym także w polskiej Marynarce Wojennej, która na początku lat 30. XX wieku wprowadziła do użytku trzy podwodne stawiacze min typu Wilk. W obu wojnach światowych, na setkach tysięcy postawionych między innymi przez podwodne stawiacze min, zatonęły setki okrętów i innych jednostek morskich wszystkich stron konfliktów.
Po drugiej wojnie światowej, rozwój techniczny okrętów podwodnych oraz brak możliwości kontroli skuteczności postawionych min morskich, w połączeniu z bardziej ofensywnym zastosowaniem tych pierwszych, doprowadził do zaniku okrętów podwodnych jako specjalistycznych jednostek służących stawianiu min. W marynarce amerykańskiej na przykład, trudności z oceną skutków postawienia min, spowodowały, że stawianie min przez okręty podwodne rzadko było rozważane jako pierwszoplanowa rola tej klasy jednostek. Toteż w historii amerykańskiej floty podwodnej zbudowano tylko jeden wyspecjalizowany podwodny stawiacz min USS „Argonaut” (SM-1). Pojawiły się za to miny dysponujące własnym układem napędowym, które mogły być stawiane za pomocą standardowej wyrzutni torpedowej okrętu podwodnego - jak amerykańskie miny samobieżne Mark 67 SLMM, co przy dużym koszcie okrętu podwodnego jako takiego, nie ograniczyło w sposób konstrukcyjny zastosowania okrętów tej klasy.